# Paul Hendrickx
Paul Jan Remi Hendrickx (Sint-Gillis-bij-Dendermonde, 26 januari 1906 - 15 oktober 1969) was een Belgisch senator en burgemeester.

## Levensloop
Beroepshalve handelaar, werd Hendrickx verkozen tot gemeenteraadslid van Sint-Gillis-bij-Dendermonde (1933-1969) en werd er schepen (1939-1946) en burgemeester (1947-1969) Hij werd ook provincieraadslid van 1936 tot 1946.
Hij was een korte tijd, in 1960-1961, CVP-senator voor het arrondissement Dendermonde, in opvolging van de overleden Theophiel Van Peteghem.